# اولیویرو ترویا
اولیویرو ترویا (ایتالیایی: Oliviero Troia؛ زادهٔ ۱ سپتامبر ۱۹۹۴ ‏(۳۰ سال)) دوچرخه‌سوار اهل ایتالیا است.
از باشگاه‌هایی که در آن رکاب زده‌است می‌توان به تیم یوای‌ئی امارات، و تیم یوای‌ئی امارات، اشاره کرد.